# Erwin Helmchen
Erwin Helmchen (10 de maio de 1907 - 8 de junho de 1981) foi um futebolista alemão que atuou como atacante.

## Carreira

### FV Brandenburg Cottbus
Helmchen iniciou sua carreira no FV Brandenburg Cottbus em 1923, aos 16 anos. Na Baixa Lusácia , ele participou com o FV Brandenburg da final do campeonato de futebol do sudeste da Alemanha . No entanto, os clubes de Breslau , Sportfreunde Breslau e Breslauer SC 08 dominaram a competição.

### PSV Chemnitz
Em 1928, Helmchen ingressou no PSV Chemnitz . Ele marcou em suas primeiras cinco temporadas no PSV 213 gols nas rodadas do campeonato regional, No entanto, eles encontraram uma rivalidade acirrada com os concorrentes locais Chemnitzer BC . Em 1932, o PSV conseguiu chegar à final do campeonato de futebol da Alemanha Central contra o Dresdner SC para vencer por 3–2 após a prorrogação. Helmchen marcou 51 gols no campeonato pelo PSV, com um total de 120 gols na temporada 1931-32. Mais tarde, o PSV participou do campeonato de futebol alemão de 1932 , onde perdeu por 2–3 para o eventual campeão alemão, Bayern de Munique.nas quartas de final. No entanto, Helmchen conseguiu marcar 5 gols naquela competição para terminar na segunda colocação atrás de Karl Ehmer .
A Gauliga Sachsen foi inaugurada em 1933. Helmchen com seu clube na temporada de estreia de 1933–34 terminou em terceiro, atrás do Dresdner SC e do VfB Leipzig . Nas temporadas de 1934–35 e 1935–36, o PSV Chemnitz conseguiu conquistar dois títulos na Gauliga Sachsen, ambos na frente do Dresdner SC. No campeonato de futebol alemão de 1935 , o PSV perdeu nas semifinais por 2–3 contra o eventual vencedor FC Schalke 04 , ambos os gols do PSV foram marcados por Helmchen. No total, Helmchen marcou 667 gols em 338 partidas oficiais pelo PSV Chemnitz.
No Reichsbundpokal ( de ) de 1935–36 , o PSV venceu a equipe Gauliga Südwest/Mainhessen na final, com Helmchen marcando nove gols no total. Na fase de grupos do campeonato alemão de futebol de 1936 , o PSV derrotou o Schalke por 3–2 na frente de 40.000 espectadores no Stadion Rote Erde de Dortmund , e Helmchen contribuiu com dois gols para a vitória. No entanto, o Schalke conseguiu vencer por 2–1 contra o PSV em Ostragehege para avançar para a próxima rodada no saldo de gols. Com um total de dez golos, Helmchen voltou a sublinhar a sua qualificação acima da média na última jornada.
O PSV foi vice-campeão com sua equipe na temporada 1936-37, depois terceiro em 1938 e 1941, mas não foi mais o suficiente para fazer outra entrada na rodada final do campeonato alemão. No entanto, o PSV perdeu duas finais do Reichsbundpokal em 1936–37 contra as equipes Gauliga Niederrhein e Gauliga Bayern de 1939–40 , já que Helmchen era o capitão na última final.

## Seleção Nacional
Ele foi convocado em 24 de maio de 1931, na derrota alemã por 0–6 contra a Áustria . Em 1937, houve mais duas aparições em partidas-teste antes das partidas internacionais: em 22 de maio em Stuttgart contra o Manchester City e em 24 de outubro em Berlim contra Gau Brandenburg. No entanto, não alinhou em nenhuma das partidas da seleção nacional, por vários motivos, entre eles lesão, má forma, má impressão e, em uma ocasião, ter que comparecer a um casamento.